# Półtylczak
Półtylczak – narzędzie uformowane w wyniku obróbki specjalnie przygotowanego półsurowiaka. Obrobiony półsurowiak nazywa się półtylcem, i sposób obróbki półtylca stanowi jedną z podstaw taksonomii półtylczaków. Zgodnie z tym kluczem wyróżnia się:
- półtylczaki właściwe
  - z półtylcem prostym poprzecznym
  - z półtylcem ukośnym
  - z półtylcem wklęsłym
  - z półtylcem esowatym
- półtylczaki typu Kostienki
- półtylczaki typu Bertonne

Półtylczaki znane były wśród kultur paleolitu środkowego, a w górnym paleolicie nastąpił wzrost ich popularności.